# An der Ziegelhütte von Groß-Zimmern
Das Gebiet An der Ziegelhütte von Groß-Zimmern, auch „Tongrube bei Groß-Zimmern“ genannt, ist ein flächenhaftes Naturdenkmal in der Gemarkung von Groß-Zimmern im Landkreis Darmstadt-Dieburg in Südhessen. 

## Lage
Das Naturdenkmal liegt im Naturraum Gersprenzniederung (Östliche Untermainebene) im Westen von Groß-Zimmern, etwas nördlich der Landesstraße 3115. Seine Fläche beträgt etwa 5,2 Hektar. Westlich und östlich befinden sich einige Gebäude. Außerhalb des Naturdenkmals verläuft im Norden die Trasse der 1982 stillgelegten Bahnstrecke Darmstadt Ost–Groß-Zimmern, bis zur Bahntrasse sind Parzellen mit Robinien und Ebereschen bepflanzt. Durch das Schutzgebiet verläuft eine Hochspannungsleitung.

## Schutzzweck
Die ehemaligen Tongruben wurden bereits ab 1983 als Geschützter Landschaftsbestandteil geführt. Mit Verordnung vom 7. August 1991, veröffentlicht im Darmstädter Echo am 10. August 1991, wurden sie als Naturdenkmal unter Naturschutz gestellt. Sie sollen aus wissenschaftlichen Gründen sowie wegen ihrer Eigenart und Schönheit erhalten werden.

## Beschreibung
In dem unebenen Tongrubengelände liegt zentral eine größere Wiese, die von einem waldartigen Baumbestand umgeben ist. Er besteht aus Robinien, Stieleichen, Hänge-Birken, Bergahorn, Weiden und Hainbuchen. Im Wald vorkommende Johannisbeersträucher stammen wohl aus Gartenabfällen. Am Waldrand wachst ein Gebüschsaum mit Schlehdorn und Weißdorn. In dem Gebiet leben viele Frösche und Vögel, auf feuchtem Boden wächst unter anderem Kleiner Mäuseschwanz. Das Schutzgebiet selbst weist keine offenen Wasserflächen auf. Nördlich angrenzend sind durch den NABU flache Tümpel angelegt worden.

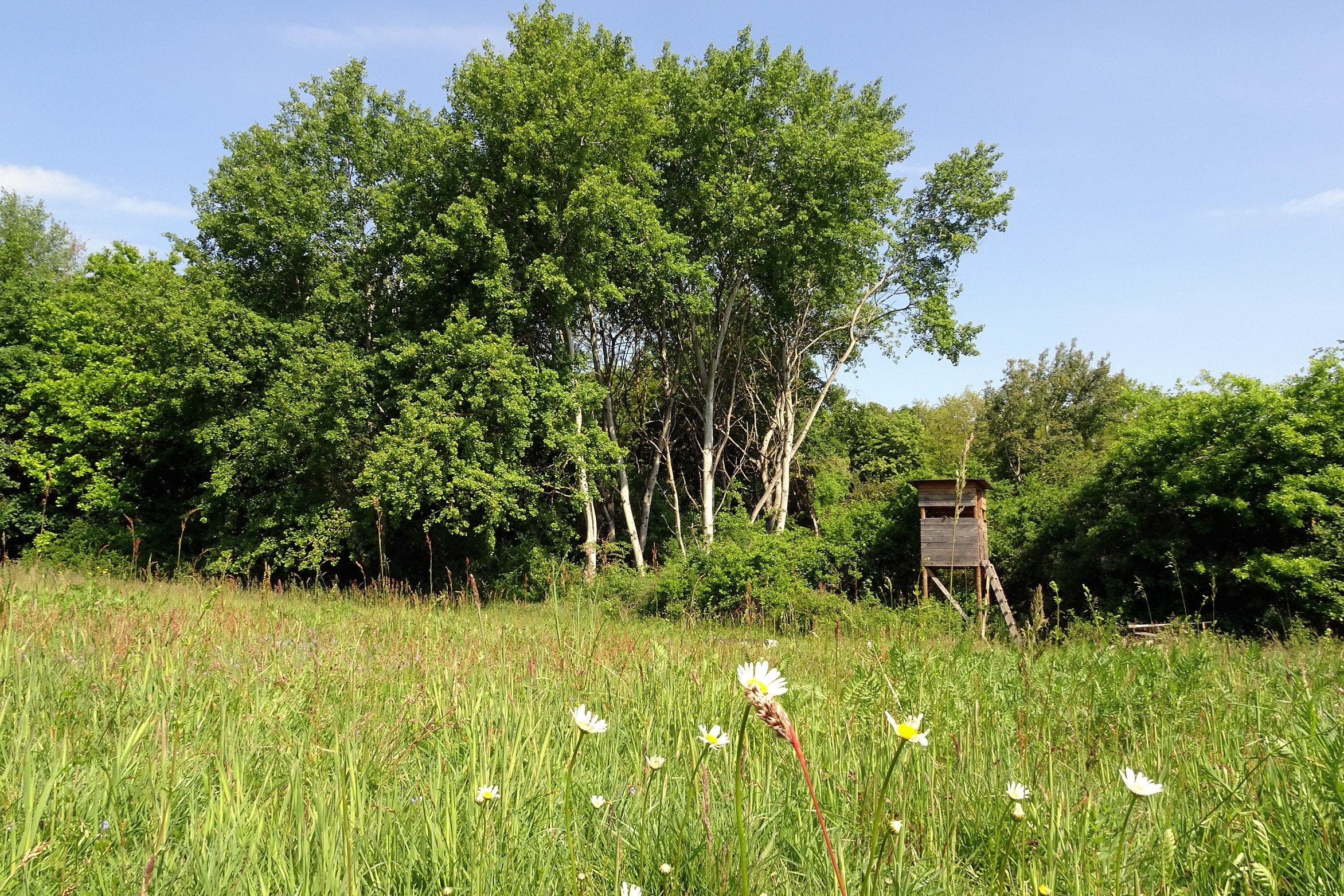
Zentrale Wiese im Naturdenkmal (2020)
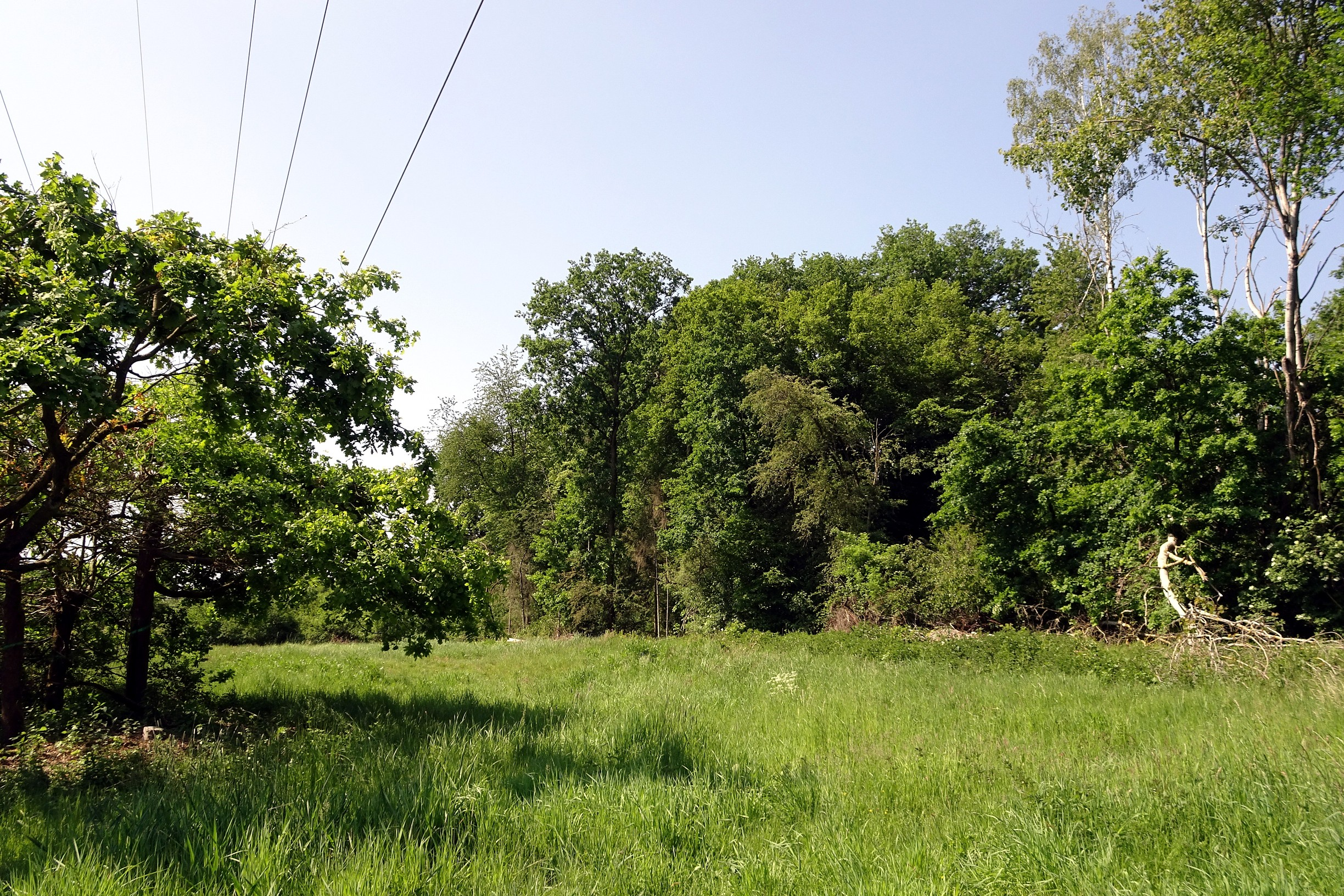
Zentrale Wiese mit Hochspannungsleitung (2020)
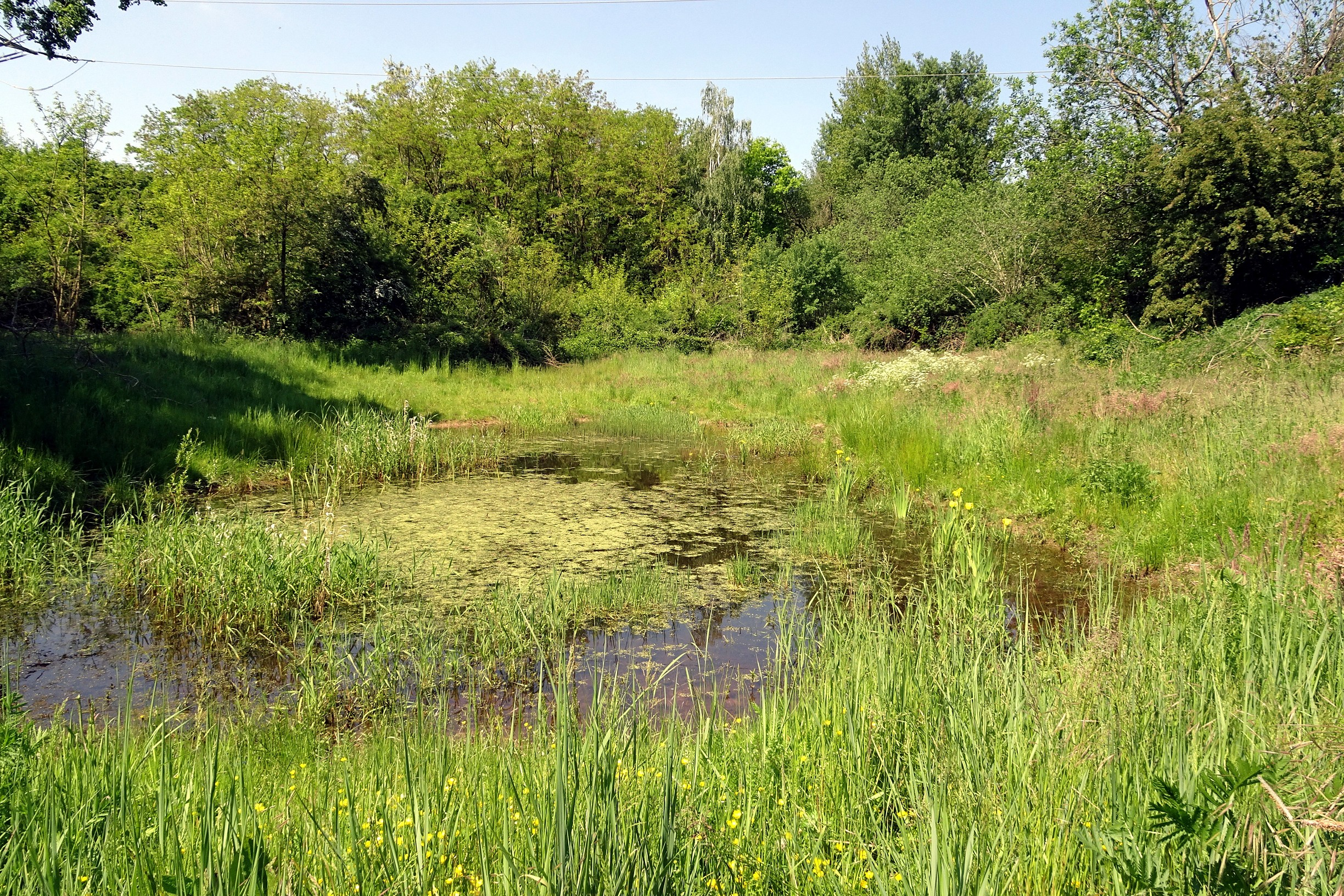
Tümpel im Norden des Naturdenkmals mit Sumpf-Schwertlilie (2020)